# Reese Mishler
Reese Mishler (Owasso, Oklahoma, 20 de abril de 1991) es un actor estadounidense. Es mejor conocido por su papel en la película The Gallows (2015).

## Filmografía

### Películas
| Año  | Título                         | Rol             | Notas         |
| ---- | ------------------------------ | --------------- | ------------- |
| 2009 | The Hook Up                    | Albert Carter   | Cortometrajes |
| 2012 | Medicine Men                   | Colt Rossdale   | Cortometrajes |
| 2012 | Picture. Perfect.              | Russell Clayton | Cortometrajes |
| 2012 | Occupied                       | Jason           | Cortometrajes |
| 2012 | Wind in the Woods              | Jacob           | Cortometrajes |
| 2013 | The Doors                      | Anthony         | Cortometrajes |
| 2013 | Trace the Sky                  | Elijah          | Cortometrajes |
| 2013 | Need Each Other                | Timothy         | Cortometrajes |
| 2013 | The End of Forever             | Camden          | Cortometrajes |
| 2014 | Her Name Is Leah               | John            | Cortometrajes |
| 2014 | REAllOVE                       | Henry           | Cortometrajes |
| 2015 | The Gallows                    | Reese Houser    |               |
| 2016 | The Harrow                     | Jimmy           |               |
| 2017 | Candyland                      | David           | Cortometraje  |
| 2017 | Bodysnatch                     | Steven Marra    |               |
| 2019 | The Way You Look Tonight       |                 |               |
| 2020 | Smiley Face Killers            | Brandon Douglas |               |
| 2021 | Living Dead Presents: Fog City | Blake           | Posproducción |

### Televisión
| Año       | Título        | Rol            | Notas        |
| --------- | ------------- | -------------- | ------------ |
| 2014–2015 | Youthful Daze | Randy Milhouse | 37 episodios |
| 2015      | The Interns   | David          |              |

## Premios y nominaciones
| Año  | Premio                    | Categoría   | Trabajo   | Resultado |
| ---- | ------------------------- | ----------- | --------- | --------- |
| 2017 | Festival de Cine de Grove | Mejor Actor | Candyland | Ganador   |